# Edrecolomab
Il Edrecolomab'  o MAb17-1A nome commerciale Panorex, è un anticorpo monoclonale di topo, che viene utilizzato per il trattamento del tumore del colon retto ed altre forme tumorali con metastasi ai linfonodi.
Il farmaco agisce sull'antigene: EpCAM (17-1A) che è iper-espresso sulle cellule epiteliali di vari tipi di carcinoma.

### Edrecolomab
- (EN) Robert O. Dillman, Principles of Cancer Biotherapy, Springer, luglio 2009,  pp. 376–, ISBN 978-90-481-2277-6.
- (EN) Vincent T. DeVita, Theodore S. Lawrence, Steven A. Rosenberg, Robert A. Weinberg, Ronald A. DePinho, DeVita, Hellman, and Rosenberg's cancer: principles & practice of oncology, Lippincott Williams & Wilkins, 1º aprile 2008,  pp. 1256–, ISBN 978-0-7817-7207-5.

- (EN) Olivier Gires e Barbara Seliger, Tumor-Associated Antigens: Identification, Characterization, and Clinical Applications, Wiley-VCH, 2009,  pp. 190–, ISBN 978-3-527-32084-4.